# Theresa Nielsen
Theresa Eslund, née le 20 juillet 1986, est une footballeuse internationale danoise qui joue au Brøndby IF en Elitedivisionen et dans l'équipe nationale danoise.
Elle a notamment joué pour le Reign FC en American National Women's Soccer League, au Melbourne City en W-League australienne et pour Vålerenga en Toppserien norvégienne.
Elle est nommée footballeuse danoise de l'année en 2012.

## Biographie

### Jeunesse
Élevée à Valby, Theresa Eslund commence à jouer au football à l'âge de six ans.

### Carrière en club

#### 2009-2016: Brøndby IF
En 2012, Theresa Eslund est nommée footballeuse danoise de l'année, grâce notamment au doublé du Brøndby IF qui remporte cette année là le championnat et la coupe nationale.

#### 2017: Vålerenga
En janvier 2017, Theresa Eslund signe avec le club norvégien de Vålerenga à Oslo. Elle fait 22 apparitions pour le club au cours de la saison 2017 et marque deux buts.
Theresa Eslund est nommée dans la liste des 200 meilleures joueuses du monde en 2017 par The Offside Rule, un podcast de The Guardian.

#### 2018-2019: Reign FC
Theresa Eslund signe avec l'équipe américaine du Reign FC en janvier 2018,. Elle fait ses débuts à Seattle, à domicile, contre le Spirit de Washington le 24 mars.

#### Retour au Brøndby IF
Theresa Eslund revient au Brøndby IF avec un contrat de deux ans en 2020.

### Carrière internationale

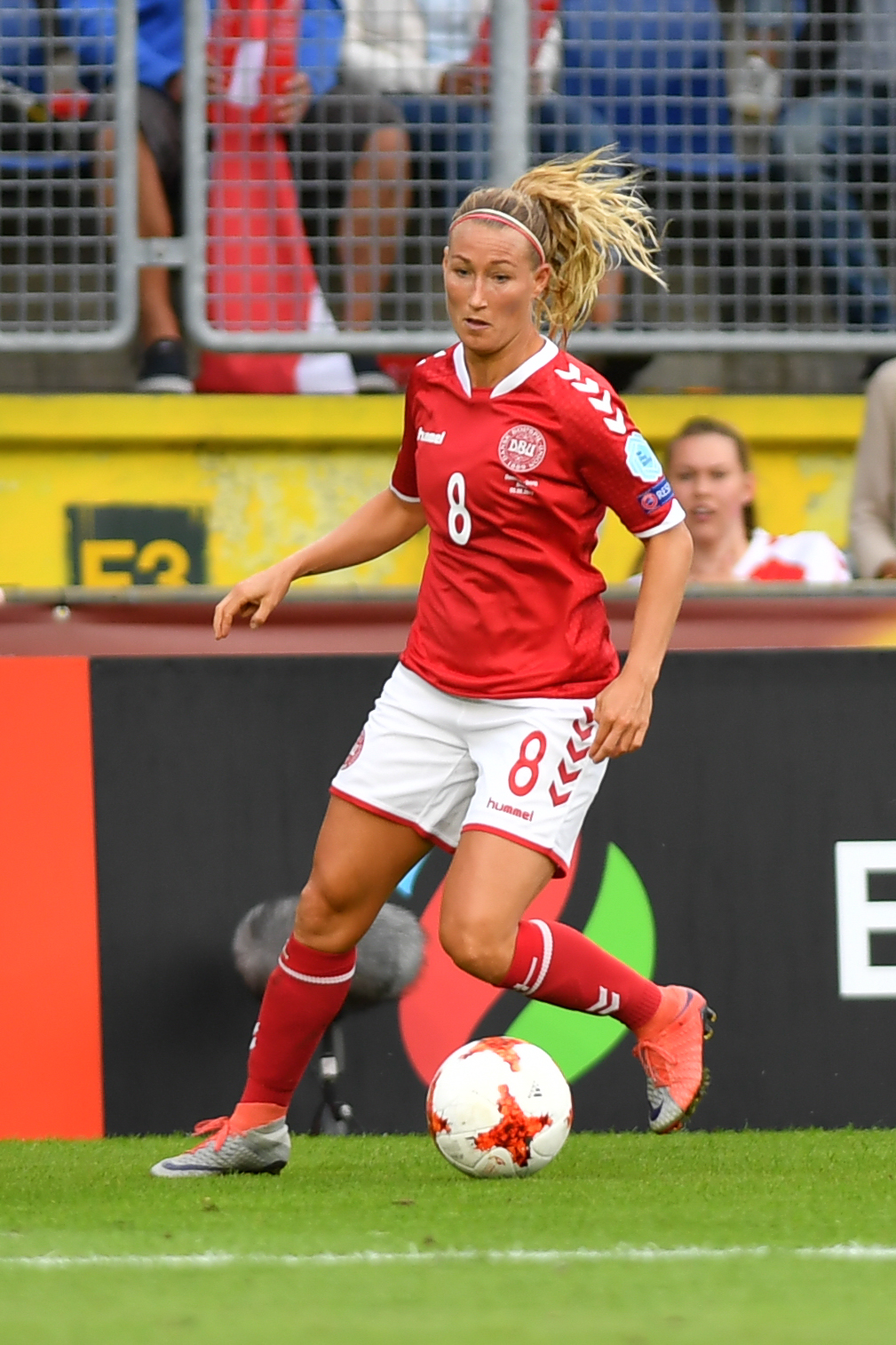
Theresa Nielsen lors de la demi-finale de l'Euro féminin de 2017 contre l'Autriche.

À 17 ans, Theresa Eslund est sélectionnée dans l'équipe nationale des moins de 17 ans du Danemark pour le Festival olympique d'été de la jeunesse européenne de 2003.
La joueuse fait ses débuts internationaux en senior pour le Danemark en mars 2008, lors d'un match contre l'équipe d'Allemagne durant l'Algarve Cup 2008.
Elle est sélectionnée par Kenneth Heiner-Møller pour l'Euro féminin de 2013, et elle fait également partie de l'équipe danoise finaliste de l'Euro féminin de 2017 aux Pays-Bas.

### Vie privée
Auparavant connue sous le nom de Theresa Nielsen, la joueuse commence à utiliser son nom d'épouse en 2020.

## Palmarès

### En club
- Brøndby IF:
  - Elitedivisionen: 2011, 2012, 2013, 2015 et 2017[4]
  - Coupe du Danemark féminine de football: 2010, 2011, 2012, 2013, 2014, 2015 et 2017[4]

### Personnel
- Championnat d'Europe féminin de football 2017: Top XI[14]
- Toppserien Défenseur de l'année 2017[15]